# Geranium zermattense
Geranium zermattense är en näveväxtart som beskrevs av Nathanael Matthaeus von Wolf och Gams in Hegi. Geranium zermattense ingår i släktet nävor, och familjen näveväxter. Inga underarter finns listade i Catalogue of Life.